# William Gemmell Cochran
William Gemmell Cochran (* 15. Juli 1909 in Rutherglen bei Glasgow, Schottland; † 29. März 1980 in Orleans (Massachusetts)) war ein schottischer Statistiker.

## Leben
Cochran studierte Mathematik an der University of Glasgow und der University of Cambridge. In den Jahren 1934 bis 1939 arbeitete er in der Rothamsted Experimental Station, einem Agrarkultur-Forschungszentrum in Harpenden (Hertfordshire, England). In den folgenden Jahren war er an der Gründung mehrerer Abteilungen für Statistik beteiligt, unter anderem auch in North Carolina, wo er mit Gertrude Mary Cox über Versuchsplanung zusammenarbeitete.
Den längsten Teil seiner beruflichen Laufbahn verbrachte er an der Harvard University in der Zeit von 1957 bis zu seiner Emeritierung im Jahr 1976.
1971 wurde er in die American Academy of Arts and Sciences gewählt, 1974 in die National Academy of Sciences.
Cochran schrieb eine Reihe von Artikeln und Büchern, die zum Teil zu Standardwerken wurden. Bekannt wurde er durch den Satz von Cochran.

## Veröffentlichungen
- Experimental designs (Co-Autor Gertrude Mary Cox) 1950, ISBN 0-471-54567-8.
- Sampling techniques 1952, 1963, 1977, 3. Auflage ISBN 0-471-16240-X.
  - Als deutschsprachige Übersetzung von Wulf Böing: Stichprobenverfahren 1972, ISBN 3-11-002040-8.
- Statistical Methods applied to Experiments in Agriculture and Biology von George W. Snedecor (Beiträge von Cochran ab der 5. Auflage 1956) ISBN 0-8138-1561-4.
- Planning and analysis of observational studies (herausgegeben von Lincoln E. Moses und Frederick Mosteller) 1983.